# Katalin Novák
Katalin Éva Novák (n. 6 septembrie 1977, Seghedin, Ungaria) este o politiciană, avocată și economistă maghiară, care pe 10 martie 2022 a devenit prima femeie în funcția de președinte al Republicii Ungare. A demisionat în februarie 2024, în urma unui scandal public generat de grațierea unui condamnat pentru tăinuire, într-un caz de abuz sexual asupra minorilor. Novák a fost secretar de stat la Minsterul Familiei și Tineretului în perioada 2014-2020 și ministru fără portofoliu al aceluiași minister în 2020-2021. Între 2017 și 2021, a fost unul dintre vicepreședinții Fidesz, iar din 2018 a fost deputată.
Conform Barometrului de influență din 2020, ea era cea de a 21-a persoană din Ungaria în clasamentul influenței. Conform listei Forbes 2021 a celor mai influente femei din Ungaria, Novák se află pe primul loc în categoria personalităților publice. În 2022, a devenit candidată la președinție a alianței Fidesz-KDNP. Ea și-a suspendat statutul de membru de partid după nominalizare și la 10 martie 2022 a fost aleasă preseșdinte.

## Educație
În 2001 a obținut o diplomă de licență în economie de la Universitatea de Economie și Administrație Publică din Budapesta.
Între 1999 și 2004, a studiat dreptul comunitar și francez la Facultatea de Drept și Științe Politice a Universității din Szeged și la cea a Universității Paris-Nanterre. 
Pe lângă maghiară, Novák vorbește franceză, engleză și germană.

### Burse
- 2000–2001 Bursa Institut d'Etudes Politiques de Paris, Departamentul de Relații Internaționale, Institutul de Studii Politice din Paris
- 2002–2003 Formare în Uniunea Europeană organizată de Universitatea Franceză de Administrație Publică (ENA) și Ministerul Afacerilor Externe, Paris – Budapesta

## Premii, recunoașteri
- Placă comemorativă a Camerei Reprezentanților Franței (2014)
- Premiul „Luchador por la Familia” (Lupta pentru familii), Catalonia (2016)
- Premiul Familia et Veritas (Familie și adevăr), Georgia (2016)
- Moneda comemorativă a Adunării Naționale Franceze (2017)
- Premiul Ágnes Akócsi, Asociația Maghiară pentru Creșe (2017)
- Premiul NOE, Asociația Națională a Familiilor Numeroase (2018)
- Premiul Pro Familie Hungariae, Societatea Maghiară pentru Protecția Familiei și a Femeilor (2018)
- Forbes a ales-o drept cea mai influentă femeie maghiară din viața publică (2018, 2019, 2020, 2021)
- Angelus Familiarum al celor Trei Prinți, Mișcarea Trei Prințese pentru Familii (2019)
- Crucea de Cavaler a Ordinului de Onoare al Franței (2019)
- Premiul Popovics, Banca Națională a Ungariei, (2019) [14]
- Crucea Comandantului Ordinului de Merit al Republicii Polone (2020)

## Viața personală
Soțul ei este Attila István Veres, care deține din 2013 funcția de director pentru politici  monetare și valutare în cadrul Băncii Naționale a Ungariei. Ei au împreună trei copii  Ádám (2004), Tamás (2006) și Kata (2008).